# Protium yunnanense
Protium yunnanense là một loài thực vật có hoa trong họ Burseraceae. Loài này được (Hu) Kalkman miêu tả khoa học đầu tiên năm 1954.